# Biserica „Adormirea Maicii Domnului” din Meseșenii de Sus
Biserica „Adormirea Maicii Domnului” din Meseșenii de Sus este un monument istoric aflat pe teritoriul satului Meseșenii de Sus, comuna Meseșenii de Jos. În Repertoriul Arheologic Național, monumentul apare cu codul 142113.07.